# Nueva Centralidad del Este
La Nueva Centralidad del Este es el nombre de uno de los desarrollos urbanísticos planificado para Madrid. Inicialmente estaba ligado a la Candidatura de Madrid a los Juegos Olímpicos de 2020, luego, al no lograrse esta, el proyecto quedó paralizado.
El proyecto fue relanzado en 2023 con la autorización del Ayuntamiento de Madrid para la construcción de hasta 20 000 nuevas viviendas, si bien la construcción de estas se prevé que se inicie en 2035 y finalice en 2051. El proyecto está relacionado con otros desarrollos del sureste de Madrid, como los de El Cañaveral, Los Berrocales o Los Ahijones, con los que se agotaría el suelo urbanizable en dicha zona de la capital. Estos desarrollos estaban enmarcados en el Plan Director de la Estrategia de los Desarrollos del Sureste, aprobado en 2018, y entre los que la Nueva Centralidad del Este consta como el último a desarrollar. Tras su anulación por el Tribunal Superior de Justicia de Madrid en 2019, el Ayuntamiento fue aprobando cada desarrollo individualmente. En 2021, los terrenos asociados a la Nueva Centralidad del Este eran los últimos de la capital urbanizables y aún pendientes de sectorizar.

## Situación
El territorio pertenece administrativamente al distrito de San Blas-Canillejas y se encuentra situado en la zona este de Madrid, limitando al oeste con los barrios de Rosas y Canillejas del cual estará separado por la autopista M-40, al norte con el polígono industrial de Las Mercedes separado por la M-21, al este con el municipio de Coslada y al sur con la Radial 3 y el distrito de Vicálvaro Parte del territorio de este desarrollo se encuentra sobre terrenos pertenecientes anteriormente al municipio de Coslada, puesto que en 2005 los ayuntamientos de Madrid y Coslada firmaron un acuerdo mediante el cual Coslada cedía a Madrid los terrenos situados al este del Puerto Seco y las vías férreas a cambio de que Madrid cediera a Coslada una extensión similar al sureste de Coslada perteneciente anteriormente a Madrid y donde hoy en día se encuentra en funcionamiento el Hospital del Henares y un tramo de la Cañada Real.

## Comunicaciones
El desarrollo estará delimitado por las autopistas M-40, Radial 3 y M-21 y el municipio de Coslada, a través de las cuales se accederá al desarrollo, así como la Línea 7 de metro en la cual existen dos estaciones construidas en ese tramo las cuales se acondicionarán para el tránsito de viajeros en cuanto se ponga en funcionamiento el desarrollo urbanístico, y en el futuro contaría también con estaciones de la Línea 2 en su extremo sur si finalmente se ejecutara la ampliación de la misma entre Las Rosas y los desarrollos urbanísticos de El Cañaveral y Los Cerros.